# Zilá Bernd
 (décembre 2023).
Si vous disposez d'ouvrages ou d'articles de référence ou si vous connaissez des sites web de qualité traitant du thème abordé ici, merci de compléter l'article en donnant les références utiles à sa vérifiabilité et en les liant à la section « Notes et références ».
Zilá Bernd (Porto Alegre, 22 novembre 1944) est une enseignante et chercheuse brésilienne, professeur émérite de l'université fédérale du Rio Grande do Sul à Porto Alegre (Brésil). Dotée d’un doctorat en langue et littérature françaises, elle obtint en 1990 un post-doctorat à l’université de Montréal et fut présidente du Conseil international d’études canadiennes de 2003 à 2005. Ses domaines de spécialité sont : les études canadiennes et québécoises ; la notion d’américanité ; l’identité et la mémoire ; le mythe ; les imaginaires collectifs ; la mobilité culturelle ; et les relations interaméricaines.

## Principales publications
- (pt) Literatura e identidade nacional, Porto Alegre, Editora da UFRGS, 2003
- (pt) O caminho do meio; uma leitura da obra de João Ubaldo Ribeiro, Porto Alegre, UFRGS/Editora da Universidade, 2001
- (pt) A queståo da Negritude, Sao Paulo, Brasiliense, 1984
- (pt) Negritude e literatura na América Latina, Porto Alegre, Mercado Aberto, 1987
- (pt) Introduçåo à literatura negra, Såo Paulo, Brasiliense, 1988
- (pt) O que é negritude, Såo Paulo, Brasiliense, 1988
- (pt) Racismo e anti-racismo, Sao Paulo, Moderna, 1994
- Littérature brésilienne et identité nationale, Paris, L’Harmattan, 1995
- Américanité et mobilités (trans)culturelles, Québec, Presses de l'université Laval, coll. « Américana (dirigée par J.-F. Côté) », 2009